# Milan Hulmák
Milan Hulmák (* 2. ledna 1975) je český advokát. Od února 2024 je soudcem Ústavního soudu a dále působí jako docent na Katedře soukromého práva a civilního procesu Právnické fakulty Univerzity Palackého v Olomouci. Před jmenováním na pozici soudce Ústavního soudu působil v advokacii.

## Studium
Vystudoval Fakultu právnickou Západočeské univerzity v Plzni (promoval v roce 1998 a získal titul Mgr.). V roce 2001 obhájil rigorózní práci na téma Hypoteční úvěr (získal titul JUDr.) a postgraduální studium ukončil v roce 2008 obhajobou práce Proces uzavírání smluv (získal titul Ph.D.).

## Pracovní kariéra
V roce 1998 nastoupil na Katedru občanského práva Fakulty právnické Západočeské univerzity v Plzni jako asistent, později se stal odborným asistentem. Věnuje se vysokoškolské výuce občanského práva hmotného a procesního. Dále působí též jako lektor pro Justiční akademii ČR a Justiční akademii SR.
Od roku 2000 byl členem pracovních komisí Legislativní rady vlády pro soukromé právo, též se jako člen Komise pro přípravu nového občanského zákoníku při Ministerstvu spravedlnosti ČR podílel na přípravě nového občanského zákoníku.
Věnuje se právu i po praktické stránce. Jako advokát byl rozhodcem Rozhodčího soudu při Hospodářské a Agrární komoře ČR a rozhodcem zapsaným v seznamu Ministerstva spravedlnosti ČR. Podílel se jako expert na řadě rozhodčích řízení. Od roku 2012 působil v advokátní kanceláři Havel & Partners jako of counsel.

### Ústavní soudce
Dne 27. listopadu 2023 jej prezident ČR Petr Pavel navrhl Senátu PČR na post soudce Ústavního soudu ČR. Dne 24. ledna 2024 Senát souhlasil s návrhem prezidenta na jmenování Milana Hulmáka soudcem Ústavního soudu a dne 1. února jej prezident Pavel jmenoval. Hulmák obsadil místo po soudci Jiřím Zemánkovi, kterému uplynul mandát o několik dní dříve.